# ジェームス・チャンス・アンド・ザ・コントーションズ
ジェームス・チャンス・アンド・ザ・コントーションズ（James Chance and the Contortions）は、ジェームス・チャンスが中心となって結成された、アメリカ合衆国のバンド。コントーションズ、ジェームス・ホワイト・アンド・ザ・ブラックス（James White and the Blacks）名義でも活動（ジェームス・ホワイトはジェームス・チャンスの別名義）。

## 概要
ウィスコンシン州からニューヨーク州に移住したジェームス・チャンスが中心となって、1977年に結成。ニューヨークのライブハウス「アーティスト・スペース」でDNAやマーズらとライブを行っていたが、そのライブではチャンスは観客席に度々降りていき、客を殴りつけていた。そのライブを見たブライアン・イーノの提案によって、ノー・ウェイヴのコンピレーション・アルバム『ノー・ニューヨーク』に参加することとなった。その後1979年に、コントーションズ名義で『バイ』をリリースしたが、このアルバムにはジェームス・チャンスの名前はクレジットされていない。『バイ』がリリースされる前にジェームス・チャンスと他のメンバーとの間には摩擦が生じ始め、チャンスはジェームス・ホワイト・アンド・ザ・ブラックス名義の新プロジェクトを進めて、アルバムをリリースした。またチャンスとマネージャーのアニヤ・フィリップス (en) はコントーションズのオリジナル・メンバーに度々批判を浴びせていたため、メンバーは頻繁に変わった。
活動は1980年代前半から休止していたが、2001年頃からオリジナル・メンバーで期間限定の再結成を果たし、「All Tomorrow's Parties」という音楽フェスに2度参加した。

## ディスコグラフィ

### アルバム
- 『ノー・ニューヨーク』 - No New York (1978年) ※コンピレーション。他にティーンエイジ・ジーザス・アンド・ザ・ジャークス、DNA、マーズが参加。
- 『バイ』 - Buy (1979年) ※コントーションズ名義
- 『ライヴ・イン・パリ1980』 - Paris 1980 Live Aux Bains Douches (1980年)
- Live in New York (1981年)
- 『ソウル・エクソシズム』 - Soul Exorcism (1991年)
- Lost Chance (1995年)
- Molotov Cocktail Lounge (1996年)
- Incorrigible! (2011年)
- The Flesh is Weak (2016年)